# Jill Farrant

La plante reviviscente Selaginella lepidophylla « ressuscitant » trois heures après un apport en eau.

Jill Farrant, née le 5 décembre 1960 à Modimolle, est une professeure de biologie moléculaire et biologie cellulaire à l'Université du Cap, en Afrique du Sud. Elle est une spécialiste des plantes reviviscentes, c'est-à-dire, qui reviennent à leur état normal après un état de sécheresse prolongé, par réhydratation. Elle a reçu en 2012 le prix L'Oréal-Unesco pour les femmes et la science.

## Biographie  et axes de recherches
Jill Farrant s'est intéressée aux plantes reviviscentes lorsqu'enfant elle a vu une « plante morte » rendue à la vie par la pluie. Elle a alors 9 ans : « La plante morte dans les roches était vivante mais papa ne me croyait pas »,. Elle effectue ultérieurement des études à l'université du KwaZulu-Natal, à Durban, en Afrique du Sud.
Jill Farrant s'est spécialisée dans l'étude des plantes capables de survivre sans eau pendant des longues périodes. Toutes les plantes ont des gènes pouvant leur permettre de tolérer une dessiccation, mais la plupart utilisent ces gènes uniquement dans la fabrication des graines. Plus de 130 variétés des plantes utilisent toutefois ces gênes pour résister au manque d'eau et sont capables de survivre sans eau pendant plusieurs années. Pendant une sécheresse, elles deviennent si sèches qu'elles semblent mortes. L'objectif définitif de sa recherche est de trouver des applications dans le développement de cultures tolérantes à la sécheresse, particulièrement pour nourrir les populations africaines vivant dans des zones géographiques soumises à des climats arides et secs. Sa recherche pourrait également avoir des applications médicinales. L'intérêt de ces recherches peut croître encore avec le réchauffement climatique : « Les sols, les récoltes, les systèmes d'élevage doivent avoir la capacité d'affronter les changements drastiques du climat » a rappelé ainsi le géologue Rattan Lal, à la Conférence de Paris de 2015 sur le climat.
Jill Farrant étudie également le potentiel du teff (eragrostis tef), une herbe annuelle. Les graines de teff sont déjà une source importante de nourriture en Éthiopie. De son point de vue « de la même façon que les humains ont croisé des espèces, à travers les siècles, pour créer l'avoine, le maïs et le blé, de la même façon nous pourrons obtenir des plantes tolérantes à la dessiccation, des cultures résistantes à la sécheresse, de la famille des eragrostis, sans devoir recourir à des manipulations transgéniques. ».

## Prix et distinctions
Elle obtient en 1986 la Médaille d'Argent SA Biological Society en Botanique. En 1993, elle remporte en le National Research Foundation President's Award, un prix réservé aux chercheurs pour le potentiel révélé par leur travail de doctorat, et une cote A du même organisme en 2009, concrétisant une position de chef de file mondiale dans le domaine de la tolérance des plantes à la dessiccation.
Elle est membre de la Royal Society of Southern Africa de l'Université du Cap et de  l'Oppenheimer Mémorial Trust Foundation. Elle a été présidente de l'Association sud-africaine de botanique en 2009 et 2010. En 2010, Farrant a gagné le prix Harry Oppenheimer Fellowship Award par ses recherches. En 2012, elle a reçu le prix L'Oréal-Unesco pour les femmes et la science.

## Biographie
- (en) Sue Blaine, « 'Resurrection plants' expert wins award », Business Day,‎ 31 mai 2010 (lire en ligne).
- (en) Lionel Faull, « Resurrection plant could save us », Mail & Guardian,‎ 24 juin 2010 (lire en ligne).
- (en) Rebecca Davis, « Jill Farrant: The Resurrection Plant - and Woman », Daily Maverick,‎ 12 avril 2012 (lire en ligne).
- Stephanie Findlay, « COP21 : Jill Farrant en quête de céréales immortelles », TV5 Monde,‎ 4 mai 2015 (lire en ligne).

## Webographie
- Notices d'autorité :   - VIAF
  - ISNI
  - BnF (données)
  - IdRef
  - LCCN
  - GND
  - Australie
  - Norvège
  - WorldCat
- (en) « UN and L’Oreal announce winners of women in science award », sur Organisation des Nations unies.
- « Professeure Jill Farrant », sur le site de l'Université d'Ottawa.